# Canhão MK108
MK 108 - (em alemão: Maschinenkanone) - era um canhão automático com calibre de 30 milímetros fabricado pela Rheinmetall-Borsig na Alemanha durante a Segunda Guerra Mundial para uso em aviões.
O MK108 passou a ser utilizado em aeronaves como Messerschmitt Bf 109 e o Focke-Wulf Fw 190 a partir da metade da guerra, quando se intensificaram os bombardeios aliados à Alemanha. Era de rápida produção, já que 80 por cento de suas peças eram estampadas. Possuía a dimensão de 30 X 91mm de 312g, uma cadência entre 500 e 600 disparos por minutos e uma velocidade de inicial de 500 m/s. A sua alimentação era feita a partir de um cinto de metal de elos, sendo o cartucho vazio e o elo ejetados após o disparo, sendo as munições deflagradas com ignição elétrica.